# Убить Ющенко!
«Убить Ющенко!» (фр. "Tuez Iouchtchenko!") — бульварный роман, эротический и политический детектив французского писателя и журналиста Жерара де Вилье о событиях оранжевой революции на Украине 2004 года. Это 158-й по счёту роман французского писателя в серии «SAS» о приключениях агента Малко Линжа (Линге). Роман вышел в 2005 году на французском языке, был переведён на русский и украинский языки и издан на территории Украины в 2006 году.

## Сюжет
Действие романа происходит в Киеве, который представляет собой «унылые двадцатиэтажные коробки», в которых многочисленны те, кто «оставил переживающий упадок индустриальный регион Донбасса в поисках хоть какой-нибудь работы». Киевляне одеваются в чёрные кожаные пальто или фуфайки, а на голове носят шерстяные шапочки. Девушки охотятся в барах за богатыми иностранцами, чтобы заработать доллары на иностранную косметику.
Периодически сотрудничающий с ЦРУ, европеец князь Малко Линге приезжает на Украину под видом наблюдателя ОБСЕ накануне второго тура выборов с целью предотвращения отравления Виктора Ющенко. Первая попытка отравления происходит на даче зампредседателя СБУ Владимира Сацюка, который не симпатизирует американцам, в отличие от председателя СБУ, Игоря Смешко, «верного человека». Малко Линге вводит в курс дел резидент ЦРУ, который сообщает, что под угрозой срыва находится одна из первоочерёдных для президента США Джорджа Буша «операция „Украина“». Эта операция, ставящая целью «поворот страны в сторону Запада», «оторвать Украину от Российской империи», была начата в 2002 году, когда ЦРУ стало вкладывать усилия и деньги, «чтобы помочь Виктору Ющенко. Для этого использовалась скрытая частная помощь, неправительственные организации, украинская диаспора, обосновавшаяся в Соединенных Штатах и Канаде». Однако российский президент Владимир Путин ставит задание сорвать операцию «Украина»; под прямым руководством полковника ФСБ, работающего в российском посольстве в Киеве, агенты Кремля намечают убийство прозападного кандидата. ЦРУ тоже предполагает повторную попытку убийства Ющенко, но поскольку «нельзя бичевать Россию за её вовлечённость в украинские выборы и при этом обнаруживать нашу» (американскую), то на помощь ЦРУ вызывается внештатный агент Малко Линге, который получает в своё распоряжение сотрудницу американского посольства и пистолет.
Охотящийся за Малко Линге убийца пытается утопить его в цистерне с водкой. Малко Линге уничтожает агентов российских спецслужб и неугодных людей то в сауне отеля, то в церкви, то в посёлке сверхбогачей. Для убеждения главы администрации украинского президента Леонида Кучмы помощница Малко использует станковый пулемёт. В американском посольстве Линге получает распечатки разговоров украинских абонентов, резидент ЦРУ своевременно снабжает его незарегистрированным в преступлениях оружием. Малко оказывают содействие также проститутки, маргинальный журналист, криминальный авторитет. Малко Линге с лёгкостью соблазняет хорошеньких украинских женщин, которые с удовольствием удовлетворяют его сексуальные прихоти.
События заканчиваются вечером после проведения третьего тура, в штаб-квартире «Нашей Украины» шумно празднуют победу вместе с наблюдателями ОБСЕ, «которые все были на стороне Ющенко». Объявляется о том, что он набирает 73 % голосов; в то же время сотрудница американского посольства тайно сообщает Малко, что «цифры ненастоящие, это всего лишь для того, чтобы разогреть зал! Голосование едва закончилось». Малко удаётся в последний момент перехватить убийцу, наряженную во всё оранжевое; она собиралась убить Ющенко поцелуем, намазав губы отравляющей помадой.
Торжествует демократия и американская эффективность, а российские спецслужбы терпят фиаско, поскольку «из-за ограниченности своего мышления силовика Владимир Путин не заметил, как пришёл ветер свободы».

## Образы представителей украинской элиты
В романе Жерара де Вилье сторонники Ющенко всегда пьют французские или английские алкогольные напитки, а сторонники Путина — водку.
- Игорь Байкал (прототип — Игорь Бакай), чиновник администрации президента Украины Леонида Кучмы. Живёт на даче за бетонным забором на Осокорках, где в жёлто-голубых плавках поедает икру, запивая её шампанским и водкой, и принимая джакузи с двумя проститутками[6].
- Евгений Червоненко (прототип — Евгений Червоненко), руководитель службы безопасности Ющенко. Обладает «плечами ярмарочного борца», употребляет виски. Червоненко обнаруживает предателя в избирательном штабе «оранжевых», после чего в своём кабинете долго и жестоко его избивает и, наконец, вдребезги разбивает тому голову кулаком[5].

## Общественный резонанс
Супруга президента Ющенко Екатерина приняла участие в презентации романа в июне 2005 года в украинском посольстве в Париже.
В мае 2006 года пресс-секретарь Ющенко Ирина Геращенко заявила, что ознакомилась с романом, однако сам президент его не читал.